# Джон Доу
Джон Доу (John Doe) чи Джеймс Доу (James Doe) — позначення чоловічої сторони в судовому процесі (англо-саксонська правова сім'я). John Doe (James Doe) — застарілий термін, що використався у ситуації, коли справжній відповідач невідомий або анонімний. Дуже часто під цим псевдонімом малося на увазі невпізнане тіло. У випадку, якщо тіло належало жінці, використовувався термін Джейн Доу (Jane Doe). Baby Doe — відповідно, дитина Доу. У випадку, якщо в процесі фігурувало декілька непізнаних членів сім'ї, їх іменували Джеймс Доу, Джуді Доу (James Doe, Judy Doe) і так далі.
Нині часто використовується в англомовних засобах масової інформації для позначення анонімного або малозначущого персонажу.